# Schefflera pseudobrassaia
Schefflera pseudobrassaia är en araliaväxtart som beskrevs av Hermann August Theodor Harms. Schefflera pseudobrassaia ingår i släktet Schefflera och familjen araliaväxter.
Artens utbredningsområde är Papua Nya Guinea. Inga underarter finns listade.